# جادوگران (فیلم ۱۹۷۷)
جادوگران (انگلیسی: Wizards) یک فیلم بلند پویانمایی آمریکایی به کارگردانی رالف بکشی است.
داستان فیلم در جهانی فانتزی رخ می‌دهد که در آن دو نیروی خوب و بد در حال جنگ هستند. فیلم در بعضی از صحنه‌های خود از تصاویر جنگ جهانی دوم استفاده کرده است و اشاره‌های مستقیمی به جنگ آفرینی رژیم آلمان نازی دارد. نیروی مثبت فیلم به طبیعت گرایش دارد ولی نیروی منفی فیلم از فناوری برای جنگ و کشتار استفاده می‌کند.
فضای کلی فیلم مانند دیگر فیلم‌های رالف بکشی، تیر و تار است.